# Библиотека Епархије зворничко-тузланске
Библиотека Епархије зворничко-тузланске је црквена јавна установа, и централна библиотека Епархије зворничко-тузланске. Библиотека је смјештена у згради Епископске резиденције, Епархије зворничко-тузланске у Бијељини, у комплексу Манастира Светог Василија Острошког у улици Патријарха Павла. Библиотека је отварањем постала, прва црквена билиотека у Републици Српској која је отворена за грађанство и доступна свима који желе да читају и да се баве науком. Библиотека је отворена у уторак, 26. јануара 2016. године чиме је у Епархији зворничко-тузланској званично почела са радом библиотека, која има преко 30.000 наслова.

## Историјат
У мјесецу августу 2013. године, благословом Његовог Преосвештенства Епископа г.г. Хризостома, почело је сређивање књижних фондова, каталогизација, а потом и дигитализација Библиотеке. Уређење и попис библиотечке грађе завршен је у априлу 2015. године. Укупно је пописано 23.378 монографских публикација и 4.000 серијских публикација.
Највише наслова које тренутно посједује библиотека набављено је осамдесетих и деведесетих година прошлог вијека. Велики број тих дјела је придружен овој библиотеци, неке као поклон аутора, а неке су и купљене. Када је ријеч о историјском пресјеку рада епархијске библиотеке, њено формирање може се пратити од краја 19. вијека, тачније од доласка митрополита Николаја Мандића на трон митрополита зворничко-тузланског. Значајну улогу у формирању библиотечке грађе имали су епископи Нектарије Круљ, Лонгин Томић и Василије Качавенда. Библиотечки фонд чине дијелови личних библиотека митрополита и епископа зворничко-тузланских, те књиге које су намјенски куповане за Библиотеку, али и оне које су добијене путем поклона и донација.
Током 20. вијека Библиотека је била смјештена у сједишту Епархије у Тузли. У оба свјетска рата грађа није страдала и није уништавана, а ту је провела и протекли рат од 1992. до 1995. године. Тек послије рата, библиотечки фонд измјештен је из Тузле и похрањен у Бијељини, а након изградње Епархијског центра у његовом је депоу. На основу сачуваног остатка пописа књига не можемо тачно утврдити годину настанка књижног фундуса, али, анализирајући сам списак књига, вјероватно је то било прије Првог свјетског рата. Наредна два пописа књига забиљежена су 1921. године и нешто детаљнији попис књига, 1936. године. У овим пописима Библиотека је вођена при Црквеном суду и тако се називала - Библиотека Црквеног суда Митрополије, а затим и Епархије зворничко-тузланске. Ову чињеницу потврђује и сам увид у грађу на којој се налазе печати Црквеног суда. Нешто комплетнији попис израђен је након Другог свјетског рата, тачније, урађен је шездестих година прошлог вијека. Најпотпунији попис који је сачуван јесте попис библиотеке епископа Нектарија Круља, у којем су књиге распоређене према својој садржини.

## Књижни фонд
Библиотека је опремљена са преко тридесет хиљада наслова, многобројним часописима, енциклопедијама. Посебан значај има отварање црквене библиотеке у Бијељини, које су према библиотичкој класификацији специјалне библиотеке, јер су црквене библиотеке кроз дуге периоде свог постојања, обогаћене великим бројем књижног фонда, књижевног, теолошког, научног и осталог писсаног материјала. У фундусу библиотеке налазе се издања која датирају из 15. вијека, и то је право културно благо Републике Српске. Најстарија књига која се овдје налази штампана, јесте зборник Октоих Божидара Вуковића из 1536. године штампан у Венецији, а најстарија рукописна књига је из 14. вијека. Епархијска библиотека поседује завидан књишки фонд који је добрим дијелом обогаћен ријетким издањима које за данашње издаваштво представљају вриједне примјере антиквитета. Засигурно да није случајност што Епархијска библиотека посједује тако богат фундус не само публикација новијег издања него и раритета који представљају опус првих писаних докумената у многобројним манастирима широм Епархије, јер опште је познато да је Зворничко-тузланска једна од најстаријих епархија Српске православне цркве, која је настала средином 15. вијека и која брине о седамнаест манастира и преко стотину храмова.

### Фонд старе и ријетке књиге
У фундусу библиотеке налазе се издања која датирају из 15. вијека, и то је право културно благо Републике Српске. Најстарија књига која се овдје налази штампана јесте зборник Октоих Божидара Вуковића из 1536. године штампан у Венецији, а најстарија рукописна књига је из 14. вијека. Током дугог низа година формирана је посебна збирка у којој се налазе рукописне књиге, књиге старог српског штампарства и друге старе штампане књиге. Ова збирка броји око 1.100 до сада заведених књига, из периода од 15. до 19. вијека. У Библиотеци Епархије зворничко-тузланске чува се укупно шест рукописних књига, а најстарија је Октоих петогласник, који је настао у првој половини 15. вијека. У њему се налази запис: „Ова књига Вука Попова да му је честита”, за који није познато када је настао. Најмлађа рукописна књига у Библиотеци датира са почетка 19. вијека. Од штампаних књига, према подацима из Епархије, налазе се и прве књиге штампане у српским штампаријама. Тако се у збирци налази Октоих првогласник, прва српска штампана књига у Ободској штампарији Ђурђа Црнојевића. Осим ове књиге сачувани су и Гораждански служабник из 1519. год, који је једини сачувани примјерак овог служабника у Босни и Херцеговини,, Октоих петогласник из 1537. Минеј из периода 1536-1538. - сви штампани у Штампарији Божидара Вуковића у Венецији. Посебно мјесто заузима Молитвослов штампан 1545. године у милешевској штампарији.

### Позајмно одјељење
Уз благослов Његовог преосвештенства Епископа зворничко–тузланског г. Фотија у Бијељини је отворено позајмно одјељење Епархијске библиотеке. Библиотека Епархије зворничко-тузланске води бригу о највреднијим и најзначајнијим књигама које су у њеном власништву, а библиотечку грађу чини више од 23.000 монографских и 4.000 серијских публикација. Фонд од око скоро 30.000 наслова, од којих је и 6 рукописа и нека од најстаријих штампаних дјела штампана још у штампарији Црнојевића чине библиотеку Епархије зворничко-тузланске. Иако је до сада углавном функционисала по принципу читаонице, од сада је скоро 3.000 наслова могуће и изнајмити. То су углавном дјела из области теологије, али и дјела савремених домаћих и страних аутора.

## Сарадња са институцијама
Министар културе и информисања Србије Владан Вукосављевић посјетио је Епархију зворничко-тузланску на позив eпископа зворничко-тузланског Фотија. Том приликом обишао је Епископски двор, библиотеку, архив и музеј. Поред министра Вукосављевића, овој радној посети присуствовали су директор Секретаријата за вјере у Влади Републике Српске Дарган Давидовић, представници Канцеларије за вјере у Влади Републике Србије и представници Покрајинског завода за заштиту споменика културе из Новог Сада. Повод за састанак био је договор о предстојећој сарадњи на пољу рестаурације, заштите и презентовања фонда духовне и културно-историјске баштине која се налази у Епархији. Приликом обиласка музејског простора, епархијске библиотеке и архива, Епископ Фотије упознао је госте са обимом и значајем баштине која ће бити дeо будуће поставке Музеја Епархије зворничко-тузланске. Помоћник за сарадњу са Црквама и вјерским заједницама при Покрајинском секретаријату за културу, јавно информисање и односе с вјерским заједницама Мирослав Илић и Драган Ђурица, помоћник за мониторинг и информационе системе при Покрајинском секретаријату за урбанизам и заштиту животне средине, посјетили су Епархију зворничко-тузланску, гдје им је домаћин био Његово Преосвештенство Епископ зворничко-тузлански г. Фотије. Током радне посјете и обаласка епархије покренуте су теме у вези са пројектима које спроводи Епархија зворничко-тузланска на заштити духовног и културно-историјског наслеђа на простору те Епархије.